# Jewgienij Jeniej
Jewgienij Jewgienjewicz Jeniej (ros. Евгений Евгеньевич Ене́й; ur. 9 czerwca 1890, zm. 6 czerwca 1971) – radziecki scenograf. Laureat Nagrody Stalinowskiej (1948). Stały dekorator Feksów.
Pochowany na Cmentarzu Serafimowskim w Petersburgu.

## Filmografia
- 1926: Czarcie koło
- 1926: Szynel
- 1926: Dzieci burzy
- 1926: Wykolejeni
- 1927: Sojusz wielkiej sprawy
- 1927: Braciszek
- 1929: Nowy Babilon
- 1947: Pirogow
- 1949: Życie dla nauki
- 1951: Bieliński
- 1957: Don Kichot
- 1964: Hamlet
- 1971: Król Lear

## Nagrody
- 1948: Nagroda Stalinowska  II stopnia za film „Pirogow” (1947).
- 1964: Dyplom Związku Artystów ZSRR na Wszechzwiązkowym Festiwalu Filmowym w Leningradzie za film „Hamlet”.